# Antoniwci
Antoniwci (pol. Antoniowce) – wieś na Ukrainie, w obwodzie chmielnickim, w rejonie jarmolińskim.